# Самые ранние известные формы жизни
Первыми достоверно известными формами жизни на Земле считают микроорганизмы, называемые цианобактериями. Считается, что они могли возникнуть более 3,77 миллиарда лет назад, а возможно даже 4,28 миллиарда лет назад, вскоре после формирования океанов (4,41 миллиарда лет назад).

## Первые формы жизни
Для большинства исследований доказательством существования жизни в ранние периоды истории Земли являются окаменелые остатки. Возраст Земли составляет примерно 4,54 миллиарда лет. Первые неопровержимые доказательства жизни на Земле имеют возраст не менее 3,5 миллиарда лет.
Однако существуют доказательства, что жизнь начала существовать гораздо раньше.
В 2017 году сообщалось о нахождении окаменевших построек микроорганизмов в отложениях гидротермальных источников в поясе Нуввуагиттук в Квебеке, Канада. Предположительно, они могут иметь возраст в 4,28 миллиарда лет. Это свидетельствует о «почти одновременном возникновении жизни» после образования океана 4,41 миллиарда лет назад, и за небольшое время после формирования Земли 4,54 миллиарда лет назад.
В декабре 2017 года ученые из США обнаружили в Австралии микроскопические окаменелости, возраст которых оценивается в 3,465 миллиарда лет. Таким образом это древнейшие из достоверных известных следов жизни на планете.